# Homullus absconditus
Homullus absconditus är en diktsamling av den svenske poeten och författaren Magnus William-Olsson som gavs ut på Wahlström & Widstrand 2013. Diksamlingen har författats under sju år, och släpptes även sju år efter den senaste diktsamlingen Ögonblicket är för Pindaros ett litet rum i tiden (2006). Titeln är latinsk, och homullus är diminutiv av latinska homo i betydelsen människa, och absconditus betyder dold eller förborgad.
Josefin Holmström, recensent på SvD, konstaterar:
| ”                   | Kroppen och världen, kroppen i världen och världen i kroppen. Ja, Magnus William-Olsson skriver verkligen en kroppens poesi i sin nya diktsamling ”Homullus Absconditus”; den är både utgångspunkt och syfte, det handlar om “att tro på kroppen / Att leva den tron när alla griper efter själ, identitet och framtid”. Filosofiska anspråk saknas inte, men det är tydligt att William-Olsson mest av allt intresserar sig för det gripbara och synliga i denna sin uppföljare till de Augustprisnominerade ”Ingersonetterna”. Inrim förtätar textkroppen och förstärker känslan av köttslighet och närvaro i dikter som kretsar kring död och sexualitet, höfter och våld. Titelns ”dolda lilla människa” avtäcks bit för bit. | „ |
| – Josefin Holmström | |   |